# Bricoheroes
Bricoheroes és un programa d'humor de TV3 presentat per Peyu i Jair Domínguez, estrenat el setembre del 2019. És una paròdia dels programes de bricolatge, en què la construcció o reparació d'un objecte per a la llar serveix de pretext per a fer comèdia. La primera i segona temporada de Bricoheroes van comptar amb 20 episodis cadascuna d'entre 10 i 15 minuts de durada.
El programa es va emetre inicialment només per internet, amb una estrena cada diumenge al vespre al canal de YouTube de TV3 i amb els capítols disponibles a Instagram TV i al servei a la carta de Televisió de Catalunya. A més dels presentadors, van col·laborar al programa amb intervencions puntuals Eloi Vila, Nandu Jubany, Albert Pla, Arnau Tordera, o David Fernàndez, entre altres persones conegudes.
La tercera i última temporada es va començar a emetre l'octubre de 2021 i va acabar el març de 2022. El programa ha rebut múltiples polèmiques per algunes bromes considerades ofensives o discriminatòries contra alguns col·lectius.

## Censura i polèmica
Tot i que el programa de Bricoheroes apareix com a no recomanat per a menors de 18 anys a la pàgina web de TV3 a la carta ja que, en paraules de TV3, fa servir un llenguatge "massa políticament incorrecte" com per poder "tenir cabuda" a la graella televisiva, durant el juliol del 2020 i del 2021, en substitució d'Està passant, es van emetre les dues temporades íntegres per TV3 (durant el 2020, en format "TV Edition" de 30 minuts) amb qualificació de no recomanat per als menors de 13, i al canal de YouTube cada capítol es pot visionar sense restricció. TV3 va rebaixar la qualificació a "13 anys" per a la tercera temporada al servei a la carta.
L'últim capítol de la segona temporada, publicat el dia anterior al 8 de març del 2021, va rebre controvèrsia degut a un gag on es feia burla de la nul·la paritat del programa, on es recordava que no hi havia aparegut cap dona fent cap paper rellevant fins al final, quan una noia en biquini entrega aquest "premi" als presentadors i somriu mentre li demanen de fer uns petons. El Partit dels Socialistes de Catalunya va demanar explicacions sobre aquesta escena a la presidenta en funcions de la Corporació Catalana de Mitjans Audiovisuals, Núria Llorach. Llorach va respondre que en realitat es tractava d'una crítica al masclisme, però tot i així es va decidir retallar el moment del servei a la carta i de YouTube.
Diversos polítics espanyols com Toni Cantó i l'Associació Espanyola de Guàrdies Civils van denunciar un gag del primer capítol de la segona temporada, "Com construir una caseta de gos", quan es va emetre per TV3 el 5 de juliol de 2021, on es feia broma sobre llençar un escaire sobre un guàrdia civil. Els presentadors van menysprear les crítiques. Un gag d'una reemissió d'un episodi de la primera temporada, "Com construir un gimnàs infantil", el 19 de juliol del 2021, en què es preferia una esvàstica en comptes d'una bandera espanyola, també va aixecar polseguera.
El Consell de l'Audiovisual de Catalunya (CAC) va iniciar un expedient sancionador a la CCMA el juliol del 2021 arran d'algunes emissions de la segona temporada, degut a la presència reiterada d'emplaçament de producte sense advertiment, i perquè en alguns casos fins i tot s'incitava a consumir productes d'una determinada companyia. El 22 de juliol, quan s'estava reemetent la primera temporada, s'anunciava que es cancel·lava l'emissió per TV3 per tal d'evitar les multes proposades pel Consell. Peyu va defensar-se dient que el programa no advertia de la publicitat perquè no es va pensar per ser emès a la televisió, però va dir que en altres programes tampoc ho feien i que "a algú li deu molestar" el contingut de Bricoheroes. El 4 de novembre, el CAC va iniciar l'expedient sancionador contra la CCMA interposant-los una multa mínima de 12.001€.
Peyu va denunciar el 25 d'octubre de 2021, el dia de la publicació del primer episodi de la tercera i última temporada, que Vicent Sanchis va demanar que es retirés un comentari en el capítol en què parlava de tenir una fantasia sobre tenir sexe oral amb Letizia Ortiz. La direcció de TV3 ho justificà per ser una broma masclista, però Peyu creu que és un cas de censura política "per no molestar" i que aquests mateixos no volen que es consumeixi contingut de qualitat en català per part del públic jove. L'humorista també va criticar que el nom del seu programa no fos mencionat en la presentació de la temporada 2021-22 de TV3, encara que sí apareixen en el vídeo promocional. Pocs minuts més tard es va filtrar un vídeo dels primers muntatges de l'episodi en què hi apareix, juntament amb la broma anterior, una referència pedòfila referint-se a voler tenir una fel·lació amb Elionor, tot i que se'n desdiu ràpidament. Peyu va acusar directament a TV3 de la filtració, i que tant els humoristes com TV3 van estar d'acord en eliminar aquesta referència des del primer dia. Sanchis va assegurar que les acusacions que va proferir Peyu a Twitter eren "greus" i mentides. La consellera del CAC Carme Figueras va demanar que l'organisme investigués la filtració.
Un altre gag on es comparaven "lladres" amb "espanyols" i es diu que un gos estava entrenat per olorar espanyols, pertanyent al sisè episodi de la tercera temporada i publicat el 28 de novembre de 2021, va suscitar una altra polèmica a les xarxes socials per part del sector polític espanyolista. El PSC, Joan Tardà d'ERC i Pablo Echenique de Podem, entre d'altres, s'hi van unir acusant-los de xenòfobs i ultradretans, acusacions que els presentadors van rebutjar un cop més. L'associació Hablemos Español va denunciar TV3 per un suposat delicte d'"auto-odi" i alguns consellers del CAC van anunciar que l'organisme analitzaria la broma.
Mitjans com El Triangle, consellers del CAC, polítics espanyolistes i associacions com la FAGIC van denunciar altres bromes de Bricoheroes realitzades durant la tercera temporada referides al poble gitano, a les persones trans o a persones amb dificultat de parla. La Junta d'Andalusia es va pronunciar arran d'unes bromes amb relació a les costums i l'accent andalús. El CAC va concloure que totes aquestes expressions estaven emparades en la llibertat d'expressió, si bé va demanar a TV3 que tingués més cura amb relació a fer humor sobre segons quins col·lectius.

## Episodis

### Primera temporada (2019-2020)
| Núm. ep. | Títol                                    | Direcció  | Data d'estrena (internet) | Data d'estrena ("TV Edition") |
| -------- | ---------------------------------------- | --------- | ------------------------- | ----------------------------- |
| 1        | Com penjar un quadre                     | Pep Duran | 22 de setembre de 2019    | 6 de juliol de 2020           |
| 2        | Com construir un gimnàs infantil         | Pep Duran | 29 de setembre de 2019    | 6 de juliol de 2020           |
| 3        | Com canviar la corretja d'una persiana   | Pep Duran | 6 d'octubre de 2019       | 7 de juliol de 2020           |
| 4        | Com fer un hort urbà                     | Pep Duran | 13 d'octubre de 2019      | 7 de juliol de 2020           |
| 5        | Com canviar l'oli del cotxe              | Pep Duran | 20 d'octubre de 2019      | 8 de juliol de 2020           |
| 6        | Com fer un "botellero"                   | Pep Duran | 27 d'octubre de 2019      | 8 de juliol de 2020           |
| 7        | Com economitzar l'espai a la cuina       | Pep Duran | 3 de novembre de 2019     | 9 de juliol de 2020           |
| 8        | Com instal·lar un commutador             | Pep Duran | 10 de novembre de 2019    | 9 de juliol de 2020           |
| 9        | Com construir un niu d'ocell             | Pep Duran | 17 de novembre de 2019    | 10 de juliol de 2020          |
| 10       | Com instal·lar una pèrgola               | Pep Duran | 24 de novembre de 2019    | 10 de juliol de 2020          |
| 11       | Com camperitzar una furgo                | Pep Duran | 1r de desembre de 2019    | 13 de juliol de 2020          |
| 12       | Com restaurar gronxadors i fer un sorral | Pep Duran | 8 de desembre de 2019     | 13 de juliol de 2020          |
| 13       | Com decorar per Nadal                    | Pep Duran | 15 de desembre de 2019    | 14 de juliol de 2020          |
| 14       | Com fer instruments per Nadal            | Pep Duran | 22 de desembre de 2019    | 14 de juliol de 2020          |
| 15       | Com descobrir els millors "trucus"       | Pep Duran | 12 de gener de 2020       | 15 de juliol de 2020          |
| 16       | Com crear una taula de llum              | Pep Duran | 19 de gener de 2020       | 15 de juliol de 2020          |
| 17       | Com muntar un "moble kit"                | Pep Duran | 26 de gener de 2020       | 16 de juliol de 2020          |
| 18       | Com reparar la bici                      | Pep Duran | 2 de febrer de 2020       | 16 de juliol de 2020          |
| 19       | Com reparar el lavabo                    | Pep Duran | 9 de febrer de 2020       | 17 de juliol de 2020          |
| 20       | Com construir el teu propi taüt          | Pep Duran | 16 de febrer de 2020      | 17 de juliol de 2020          |

### Segona temporada (2020-2021)
| Núm. ep. | Títol                                        | Direcció  | Data d'estrena (internet) | Data d'estrena (TV3) |
| -------- | -------------------------------------------- | --------- | ------------------------- | -------------------- |
| 1        | Com construir una caseta de gos              | Pep Duran | 25 d'octubre de 2020      | 5 de juliol de 2021  |
| 2        | Com construir un torrador de castanyes       | Pep Duran | 1 de novembre de 2020     | 5 de juliol de 2021  |
| 3        | Com construir una mosquitera                 | Pep Duran | 8 de novembre de 2020     | 6 de juliol de 2021  |
| 4        | Com pintar una habitació                     | Pep Duran | 15 de novembre de 2020    | 6 de juliol de 2021  |
| 5        | Com construir una andròmina                  | Pep Duran | 22 de novembre de 2020    | 7 de juliol de 2021  |
| 6        | Com fer una làmpada de peu                   | Pep Duran | 29 de novembre de 2020    | 7 de juliol de 2021  |
| 7        | Com cuinar uns bons canelons                 | Pep Duran | 6 de desembre de 2020     | 8 de juliol de 2021  |
| 8        | Com construir un jardí zen                   | Pep Duran | 13 de desembre de 2020    | 8 de juliol de 2021  |
| 9        | Com fer el pessebre de Nadal                 | Pep Duran | 20 de desembre de 2020    | 9 de juliol de 2021  |
| 10       | Com construir un llenyer                     | Pep Duran | 27 de desembre de 2020    | 9 de juliol de 2021  |
| 11       | Com fer un fanalet per rebre els Reis Mags   | Pep Duran | 3 de gener de 2021        | 12 de juliol de 2021 |
| 12       | Com posar parquet                            | Pep Duran | 10 de gener de 2021       | 12 de juliol de 2021 |
| 13       | Com posar el cotxe a punt per passar la ITV  | Pep Duran | 17 de gener de 2021       | 13 de juliol de 2021 |
| 14       | Com fer un kit de supervivència              | Pep Duran | 24 de gener de 2021       | 13 de juliol de 2021 |
| 15       | Com construir un galliner                    | Pep Duran | 31 de gener de 2021       | 14 de juliol de 2021 |
| 16       | Com canviar una banyera per un plat de dutxa | Pep Duran | 7 de febrer de 2021       | 14 de juliol de 2021 |
| 17       | Com construir un gym pel gat                 | Pep Duran | 14 de febrer de 2021      | 15 de juliol de 2021 |
| 18       | Com construir una barbacoa                   | Pep Duran | 21 de febrer de 2021      | 15 de juliol de 2021 |
| 19       | Com fer una disfressa per Carnaval           | Pep Duran | 28 de febrer de 2021      | 16 de juliol de 2021 |
| 20       | Com canviar el pany de la porta              | Pep Duran | 7 de març de 2021         | 16 de juliol de 2021 |

### Tercera temporada (2021-2022)
| Núm. ep. | Títol                                             | Direcció  | Data d'estrena (internet) |
| -------- | ------------------------------------------------- | --------- | ------------------------- |
| 1        | Com fer un clauer                                 | Pep Duran | 24 d'octubre de 2021      |
| 2        | Com fer una urna per Tots Sants                   | Pep Duran | 31 d'octubre de 2021      |
| 3        | Com construir un despatxet                        | Pep Duran | 7 de novembre de 2021     |
| 4        | Com construir una prestatgeria                    | Pep Duran | 14 de novembre de 2021    |
| 5        | Com instal·lar una zona de pícnic                 | Pep Duran | 21 de novembre de 2021    |
| 6        | Domòtica i seguretat a casa de Josep Maria Mainat | Pep Duran | 28 de novembre de 2021    |
| 7        | Com fer un pastís de casament                     | Pep Duran | 5 de desembre de 2021     |
| 8        | Com fer un hivernacle                             | Pep Duran | 12 de desembre de 2021    |
| 9        | Com fer i dissenyar llums de Nadal                | Pep Duran | 19 de desembre de 2021    |
| 10       | Com restaurar un billar                           | Pep Duran | 26 de desembre de 2021    |
| 11       | Com fer un calendari Waldorf                      | Pep Duran | 2 de gener de 2022        |
| 12       | Fer un moble aquari                               | Pep Duran | 9 de gener de 2022        |
| 13       | Com fer una vitrina de trofeus                    | Pep Duran | 16 de gener de 2022       |
| 14       | Com construir un jardí vertical                   | Pep Duran | 23 de gener de 2022       |
| 15       | Com construir un cavallet balancí                 | Pep Duran | 30 de gener de 2022       |
| 16       | Com construir una bola del món                    | Pep Duran | 6 de febrer de 2022       |
| 17       | Com posar un vaixell a punt                       | Pep Duran | 13 de febrer de 2022      |
| 18       | Com fer una ouija                                 | Pep Duran | 20 de febrer de 2022      |
| 19       | Com construir un perniler                         | Pep Duran | 27 de febrer de 2022      |
| 20       | Nou fitxatge de manteniment de Camp Nou           | Pep Duran | 6 de març de 2022         |